# Aiguille de Bionnassay
Aiguille de Bionnassay – szczyt w Masywie Mont Blanc, w grupie górskiej Mont Blanc. Leży na granicy między Francją (departament Górna Sabaudia), a Włochami (region Dolina Aosty). Szczyt najłatwiej jest zdobyć granią południową ze schroniska Durier (3358 m) lub granią wschodnią z Rifugio Gonella (3071 m).
Pierwszego wejścia dokonali E. N. Buxton, Florence Crauford Grove, R. J. S. MacDonald, Jean-Pierre Cachat i Michel Payot 28 lipca 1865 r.